# Deropeltis pilosa
Deropeltis pilosa es una especie de cucaracha del género Deropeltis, familia Blattidae.

## Distribución
Esta especie se encuentra en Zimbabue, Tanzania, República Democrática del Congo y Kenia.